# Angelo Solimena
Angelo Solimena (17 novembre 1629 à Serino - 1716) dirigeait un atelier de peinture à la fin du XVIIe siècle en Italie dans la région d’Avellino en Campanie, près de Naples.

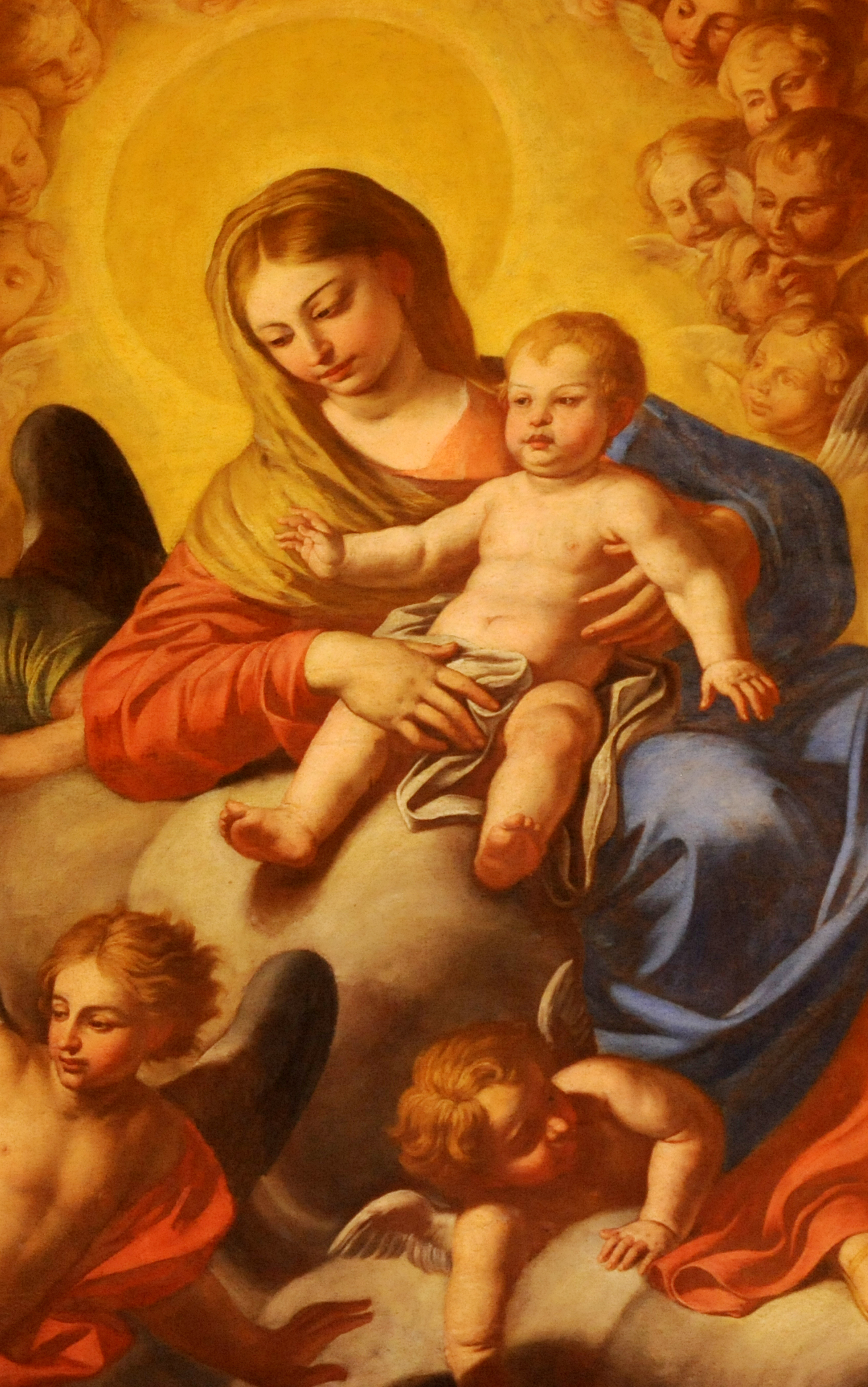
Vergine col Bambino tra San Matteo e San Pietro (particolare)

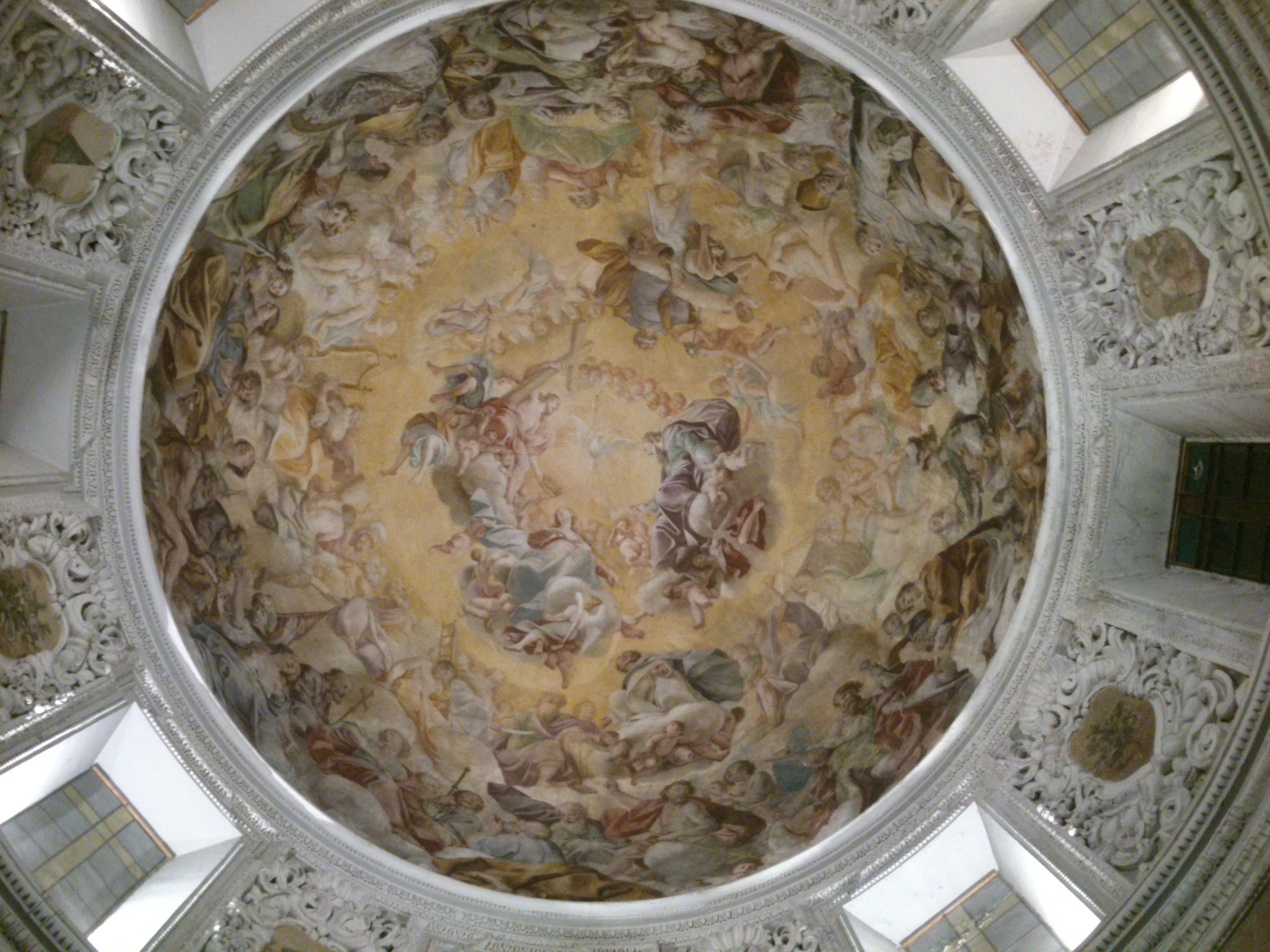
Gloria del Paradiso, Cathédrale de Nocera Inferiore

## Biographie
Son fils Francesco Solimena dit l'Abbate Ciccio (4 octobre 1657- 5 avril 1747) a été une des grandes figures du développement du baroque et du rococo, reconnu internationalement comme un des plus fameux artistes de son époque ; il fit son premier apprentissage avec lui dans les années 1672-1673 et ils réalisèrent ensemble, entre 1675 et 1680, une fresque du « Paradis » au Duomo de Nocera Inferiore en Campanie et une « Vision de saint Cyrille d’Alexandrie » à la Chiesa San Domenico de Sofra.

## Liste des œuvres
- 1675-1680 :  Paradis (Fresque, Duomo, Nocera Inferiore, Campanie), réalisé avec son fils Francesco Solimena
- 1675-1680 : Vision de saint Cyrille d’Alexandrie (Chiesa San Domenico, Sofra), réalisé avec son fils Francesco Solimena
- 1681 : Couronnement de sainte Anne (Chiesa Santa Anna, Nocera Inferiore, Campanie)

### Autres sources
- Dictionnaire critique et documentaire des peintres, sculpteurs, dessinateurs et graveurs de tous les temps et de tous les pays, sous la direction de E. Bénézit - Tome troisième L à Z - Éditeur E. Gründ, Paris, 1924
- Encyclopédie de l'art, sous la direction de Lucio Felici - Édition Livre de poche, 1991